# 原田站 (福岡縣)
原田站（日语：／ Haruda eki */?）是一個位於日本福岡縣筑紫野市原田，屬於九州旅客鐵道（JR九州）的鐵路車站。鹿兒島本線的車站編號是JB10、筑豐本線是JG05。此站是九州鐵道（初代）開業至今仍現存的九州最古老車站之一。
此站屬於鹿兒島本線，另有以此站為終點的筑豐本線（原田線），合共2條路線停靠。

## 車站構造

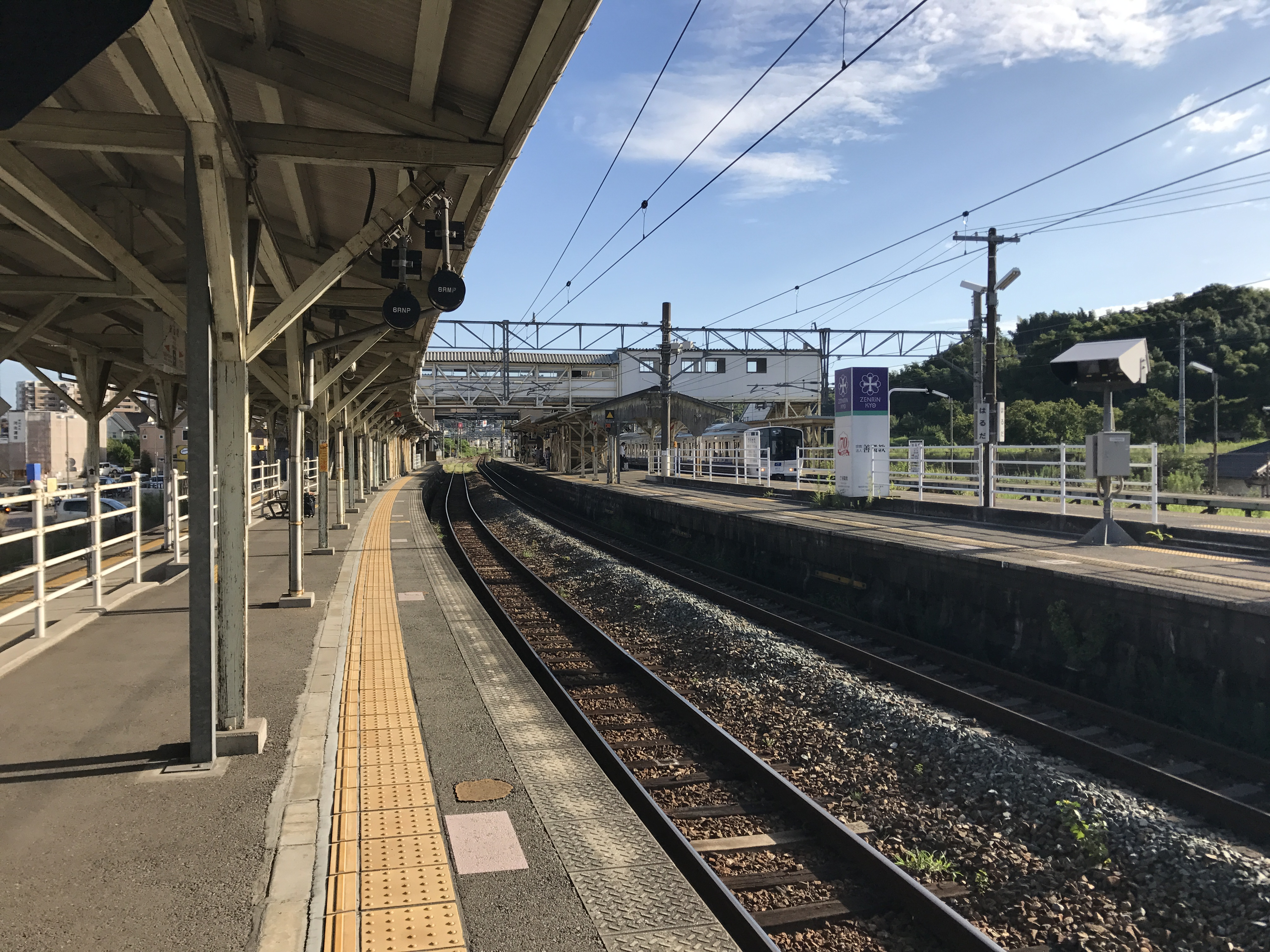
月台

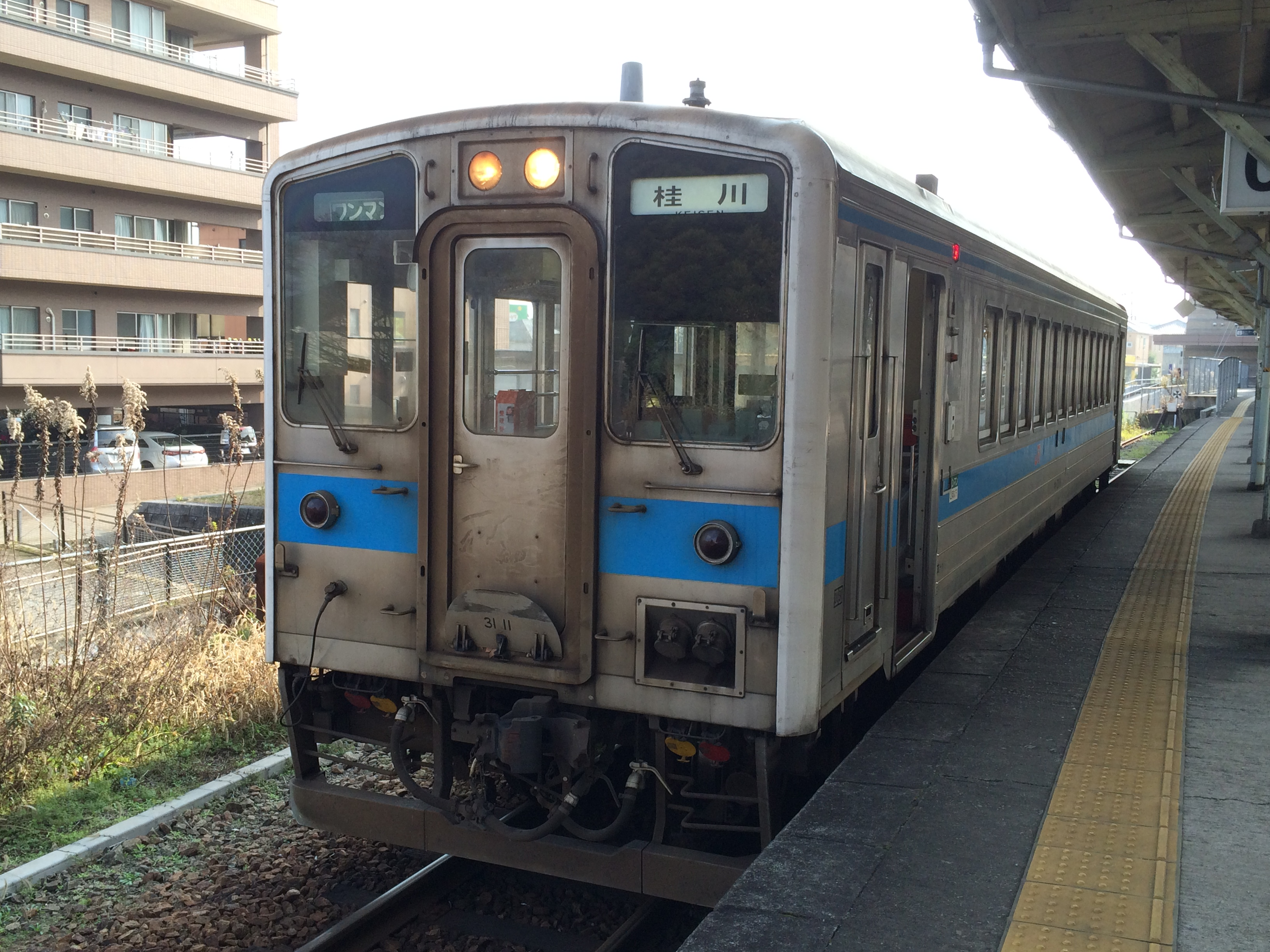
停靠0號月台的Kiha 31型柴油列車

3面5線的地面車站，側式月台、島式月台複合型3面4線，另有0號月台（筑1號月台）切欠式月台，0、1號月台往站舍需通過跨線橋連接。

### 月台配置
| 月台 | 路線       | 方向 | 目的地                   |
| ---- | ---------- | ---- | ------------------------ |
| 0    | 原田線     | -    | 筑前內野、桂川方向       |
| 1、2 | 鹿兒島本線 | 下行 | 久留米、大牟田、佐賀方向 |
| 3、4 | 鹿兒島本線 | 上行 | 博多、小倉方向           |

## 历史
本站于1889年12月11日，由私营九州铁路開通博多站與千歲川臨時站之間的鐵路時開始營運。1907年7月1日，九州铁路被国有化，由鐵道省接管。 1909年10月12日，该站編為人吉本线，后于1909年11月21日編入鹿儿岛本线。 1929年12月，鐵道省将筑豐本線延伸到本站，本站成為筑豐本線南端點。1987年4月1日，随着日本国铁私有化，本站由九州旅客鐵道接管。

## 旅客统计
在2016财政年度，平均每天入站乘客4,052位，為九州旅客鐵道第50名的繁忙車站。 

## 相鄰車站
九州旅客鐵道
鹿兒島本線
■快速、■區間快速
二日市（JB08）－原田（JB10）－基山（JB12）
■區間快速（一部分列車）、■普通
天拜山（JB09）－原田（JB10）－櫸木台（JB11）
原田線（筑豐本線）
筑前山家（JG04）－原田（JB05）